# Аматофобия
Аматофобия (греч. amathos — пыль, phobos — страх) — специфическая фобия, заключающаяся в страхе перед пылью или загрязнения пылью. Чаще всего фобия встречаются у пожилых людей.
Аматофобия — редкий иррациональный, навязчивый страх, который может вызывать панические приступы, а также может приводить к ухудшению социализации. Часто при аматофобии может развиться обсессивно-компульсивное расстройство или депрессия.
Больной старается поддерживать идеальный порядок, избегает мест с любым количеством пыли, старается не пользоваться общественным транспортом, отказывается посещать своих близких или друзей. У человека снижается качество и уровень жизни, его всегда преследует тревога и страх, патологическая страсть к чистоте может мешать работать.

## Причины
Причины развития аматофобии могут быть связаны как с ситуациями из детства, так и во взрослой жизни. Чаще всего со страхом связана психологическая травма, пережитая в прошлом, чаще всего в раннем возрасте. Больные часто не помнят, что привело их к фобии. Например, ребёнок мог залезть куда-нибудь, где много пыли, за игрушкой, ребёнок мог испугаться темноты, что его не найдут, но ему запомнилось, что в помещении было много пыли. Страх может возникнуть из-за требования родителей поддерживать чистоту в комнате, или же напротив, из-за проживания в очень грязном помещении. Реже причина может таиться в жизни пациентов в климате, где часто случаются пылевые бури. Ещё одной причиной появления фобии может быть боязнь заразиться заболеванием от пыли или же боязнь того, что в пыли находится много опасных микроорганизмов.
Также причиной может быть аллергия на пыль, бронхиальная астма у пациента или же у его близких, тогда страх уже нельзя назвать иррациональным. При сосудисто-сердечных заболеваниях, слабом типе нервной системы или при наличии других фобий может повыситься риск заболевания.
Формирование фобии происходит постепенно. Патологический страх чаще всего возникает у мнительных, стремящимся к идеалу людям. Болезнь может развиваться и становиться сильнее, она может полностью подчинить жизнь человека.

## Симптомы
При аматофобии чаще всего проявляются следующие симптомы:
- Панические приступы или же болезненные состояние.
- Осложнение контакта с людьми из-за частых замечаний по поводу грязи или пыли.
- Ухудшение социализации.
- Человек пытается отмыть свой дом, очень часто протирает пыль.
- Возникновение небольшого волнения при виде пыли.
- Частая хандра или депрессия.
- Навязывание своего отношения к уборке и чистоте[2].

Аматофобия сильно меняет жизнь человека, он не приступит к работе, пока не убедится, что его комната и рабочее место не имеет пыли.

## Лечение
Существуют другие фобии с похожей симптоматикой, к примеру: боязнь микроорганизмов, боязнь грязи, заражения. Поэтому чтобы выявить фобию нужно провести анализ с психологом или психиатром. После тестов и анализов, если аматофобия не осложнена генетическими или другими нарушениями, то в лечении используют психотерапию. Главные задачи этой психотерапии это осознание проблемы, нахождения её возникновения и работой над этим.
Распространённым способом является экспозиция, а также информирование. Пациенту объясняют, что содержится в пыли, какова вероятность заразиться микробами, что это не так опасно.
Существует также и медикаментозное лечение. Часто у больных на фоне фобии развивается депрессия, им могут назначить седативные препараты или же бета-блокаторы.